# Castelnau-d'Arbieu
Castelnau-d'Arbieu is een gemeente in het Franse departement Gers (regio Occitanie) en telt 181 inwoners (2004). De plaats maakt deel uit van het arrondissement Condom.

## Geografie
De oppervlakte van Castelnau-d'Arbieu bedraagt 15,7 km², de bevolkingsdichtheid is 11,5 inwoners per km².
De onderstaande kaart toont de ligging van Castelnau-d'Arbieu met de belangrijkste infrastructuur en aangrenzende gemeenten.

## Demografie
Onderstaande figuur toont het verloop van het inwonertal (bron: INSEE-tellingen).